# Élections sénatoriales de 2011 dans la Loire-Atlantique
Les élections sénatoriales en Loire-Atlantique ont lieu le dimanche 25 septembre 2011. Elles ont pour but d'élire les sénateurs représentant le département au Sénat pour un mandat de six années.

## Contexte départemental
Lors des élections sénatoriales de 2001 en Loire-Atlantique, cinq sénateurs ont été élus selon un mode de scrutin proportionnel : un dissident PS, un du PS, un RPR et deux UDF.
Depuis, tous les effectifs du collège électoral des grands électeurs ont été renouvelés, avec les élections législatives françaises de 2007, les élections régionales françaises de 2010, les élections cantonales de 2008 et 2011 et les élections municipales françaises de 2008.

## Sénateurs sortants
| Sénateur | Sénateur        | Parti | Fonctions lors de l'élection en 2001                                    |
| -------- | --------------- | ----- | ----------------------------------------------------------------------- |
|          | François Autain | PG    | Conseiller municipal de Bouguenais                                      |
|          | Charles Gautier | PS    | Maire de Saint-Herblain                                                 |
|          | Gisèle Gautier  | UMP   | Conseillère régionale, maire de Carquefou                               |
|          | Monique Papon   | UMP   | Conseillère générale                                                    |
|          | André Trillard  | UMP   | Président du conseil général, adjoint au maire de Saint-Gildas-des-Bois |

## Présentation des listes et des candidats
Les nouveaux représentants sont élus pour une législature de 6 ans au suffrage universel indirect par les 2 562 grands électeurs du département. En Loire-Atlantique, les sénateurs sont élus au scrutin proportionnel plurinominal. Leur nombre reste inchangé, cinq sénateurs sont à élire et sept candidats doivent être présentés sur la liste pour qu'elle soit validée. Chaque liste de candidats est obligatoirement paritaire et alterne entre les hommes et les femmes. Cinq listes ont été déposées dans le département. Elles sont présentées ici dans l'ordre de leur dépôt à la préfecture et comportent l'intitulé figurant aux dossiers de candidature.

### PS-EELV-PCF
| N° | Candidats | Candidats          | Parti | Principale fonction                               |
| -- | --------- | ------------------ | ----- | ------------------------------------------------- |
| 01 |           | Yannick Vaugrenard | PS    | Conseiller régional                               |
| 02 |           | Michelle Meunier   | PS    | Conseillère générale, adjointe au maire de Nantes |
| 03 |           | Ronan Dantec       | EELV  | Adjoint au maire de Nantes                        |
| 04 |           | Sabine Mahé        | PCF   | Maire de Trignac                                  |
| 05 |           | Gilles Philippot   | DVG   | Conseiller général                                |
| 06 |           | Michèle Gressus    | PS    | Maire de Bouguenais                               |
| 07 |           | Patrick Mareschal  | PS    |                                                   |

### Union pour un mouvement populaire
| N° | Candidats | Candidats          | Parti | Principale fonction                                                  |
| -- | --------- | ------------------ | ----- | -------------------------------------------------------------------- |
| 01 |           | André Trillard     | UMP   | Sénateur sortant, conseiller général, maire de Saint-Gildas-des-Bois |
| 02 |           | Danielle Rival     | UMP   | Conseillère régionale, maire de Batz-sur-Mer                         |
| 03 |           | Alain Hunault      | UMP   | Maire de Châteaubriant                                               |
| 04 |           | Nathalie Poirier   | PCD   | Conseillère régionale, adjointe au maire d'Ancenis                   |
| 05 |           | Patrick Baleydier  | UMP   | Maire de Mouzillon                                                   |
| 06 |           | Anne Babin-Chevaye | UMP   |                                                                      |
| 07 |           | Patrick Girard     | UMP   | Conseiller général, conseiller municipal de Saint-Michel-Chef-Chef   |

### Front national
| N° | Candidats | Candidats           | Parti | Principale fonction |
| -- | --------- | ------------------- | ----- | ------------------- |
| 01 |           | Hervé Leca          | FN    |                     |
| 02 |           | Marguerite Lussaud  | FN    |                     |
| 03 |           | Michel Lombardo     | FN    |                     |
| 04 |           | Marie-José Trividic | FN    |                     |
| 05 |           | Ghislain Fredet     | FN    |                     |
| 06 |           | Oriane Borja        | FN    |                     |
| 07 |           | Jacques Bigorre     | FN    |                     |

### Nouveau Centre
| N° | Candidats | Candidats             | Parti | Principale fonction                                    |
| -- | --------- | --------------------- | ----- | ------------------------------------------------------ |
| 01 |           | Joël Guerriau         | NC    | Conseiller général, maire de Saint-Sébastien-sur-Loire |
| 02 |           | Marie-Josephe Boucard | NC    | Maire de Fresnay-en-Retz                               |
| 03 |           | Hervé Bréhier         | NC    | Maire de Mouzeil                                       |
| 04 |           | Catherine Garçon      | NC    | Adjointe au maire de Pornichet                         |
| 05 |           | Claude Cesbron        | NC    | Maire de Gorges                                        |
| 06 |           | Thérèse Avril         | NC    | Maire de Nozay                                         |
| 07 |           | Bernard Moisière      | NC    | Adjoint au maire de Cordemais                          |

### Parti de gauche
| N° | Candidats | Candidats          | Parti | Principale fonction                                   |
| -- | --------- | ------------------ | ----- | ----------------------------------------------------- |
| 01 |           | Benoît Rubin       | PG    |                                                       |
| 02 |           | Françoise Verchère | PG    | Conseillère générale, adjointe au maire de Bouguenais |
| 03 |           | Michel Foucher     | PG    |                                                       |
| 04 |           | Laurette Chesnais  | PG    |                                                       |
| 05 |           | Bertrand Vrain     | PG    |                                                       |
| 06 |           | Nathalie Bruneau   | PG    |                                                       |
| 07 |           | Alain Moinard      | PG    |                                                       |

## Résultats
| Tête de liste  | Tête de liste      | Liste          | Voix  | %      | Élus |
| -------------- | ------------------ | -------------- | ----- | ------ | ---- |
|                | Yannick Vaugrenard | PS-PCF-EELV    | 1 264 | 49,82  | 3    |
|                | André Trillard     | UMP-PCD        | 646   | 25,46  | 1    |
|                | Joël Guerriau      | NC             | 458   | 18,05  | 1    |
|                | Benoît Rubin       | PG             | 144   | 5,68   |      |
|                | Hervé Leca         | FN             | 25    | 0,99   |      |
|                |                    |                |       |        |      |
| Inscrits       | Inscrits           | Inscrits       | 2 562 | 100,00 |      |
| Abstentions    | Abstentions        | Abstentions    | 7     | 0,27   |      |
| Votants        | Votants            | Votants        | 2 555 | 99,73  |      |
| Blancs et nuls | Blancs et nuls     | Blancs et nuls | 18    | 0,70   |      |
| Exprimés       | Exprimés           | Exprimés       | 2 537 | 99,02  |      |

### Sénateurs élus
| Sénateur | Sénateur           | Parti |
| -------- | ------------------ | ----- |
|          | Ronan Dantec       | EELV  |
|          | Yannick Vaugrenard | PS    |
|          | Michelle Meunier   | PS    |
|          | Joël Guerriau      | NC    |
|          | André Trillard     | UMP   |